# نیو سیبری (ماساچوست)
نیو سیبری (به انگلیسی: New Seabury) یک منطقهٔ مسکونی در ایالات متحده آمریکا است که در شهرستان برنستبل، ماساچوست واقع شده‌است. نیو سیبری ۶٫۶ کیلومتر مربع مساحت و ۷۱۷ نفر جمعیت دارد و ۸ متر بالاتر از سطح دریا واقع شده‌است.